# 平原敏英
平原 敏英（ひらはら としひで、1958年12月12日 - ）は、日本の地方公務員、土木技術者。横浜市副市長。元横浜市都市整備局長兼横浜高速鉄道取締役。

## 来歴
1981年3月、武蔵工業大学（現・東京都市大学）工学部土木工学科卒業。同年4月、横浜市役所入庁。
2001年4月、企画局担当課長（コンベンション都市推進室ワールドカップサッカー推進課担当）に就任。
2009年8月30日に行われた衆院選の結果、民主党政権が誕生。衆院選に合わせて同日に行われた横浜市長選挙でも、民主党推薦の林文子が証券会社役員の中西健治らを破り、初当選した。
平原は土木技術者として都市整備畑を地道に歩んでいたが、課長時代に「影の横浜市長」と呼ばれた菅義偉に見出された。自民党が下野した時代（2009年〜2012年）、公明党市議の石井睦美は平原を連れて議員会館で菅と面会。石井が平原に席を外させると、菅は「石井さん、あれ、将来副市長にしたいんだけど」と言った。
2012年4月、都市整備局担当理事（副局長）に就任。2013年4月、都市整備局長兼横浜高速鉄道取締役に就任。都心再生マスタープランの策定や災害対策などにあたった。
2015年12月24日、菅は石井に「平原を副市長にする」と電話し、翌12月25日には林文子市長を呼び、同じ言葉を告げた。
2016年3月31日、鈴木伸哉副市長が任期満了により退任。「菅人事」により抜擢された平原は4月1日、副市長に就任。4月5日、平原は副市長室で、後述する中国系企業集団の業者と実業家の河本善鎬の表敬訪問を受ける。以後、副市長として建築局、都市整備局、道路局、港湾局、交通局、旭区、戸塚区、栄区、泉区、瀬谷区を担当するとともに、横浜新都市センター取締役を兼務した。
2020年4月、副市長再任。
2022年2月、1定本会議で副市長再任。

## カジノIRにまつわる接待疑惑
横浜市では2014年1月9日、林文子市長が年頭記者会見で、カジノを含む統合型リゾート（IR）誘致に注力すると発表。以後、IR誘致は横浜市の基本施策の柱の一つとなる。
2021年8月22日に行われた横浜市長選挙で、IR誘致推進を公約に掲げた現職の林は得票数3位で惨敗。元横浜市立大学教授の山中竹春が初当選した。3日後の8月25日、「週刊文春」の電子版は、平原が2016年3月から10月にかけて、IR構想への参入を狙う中国系企業集団の業者から、横浜市神奈川区の料亭「滝川」で計4回、総額61万円の接待を受けていたとする記事を配信した。業者は菅義偉と関係の深い実業家の河本善鎬とコンサルティング契約を巡って簡易裁判所で争ったことがあり、「週刊文春」の記事はそのときの民事調停の書類と平原自身のコメントを主な論拠としている。業者は、実業家の河本善鎬と公明党市議（当時）の石井睦美を介して平原に接触。平原はとくに2016年6月24日の接待で、業者に、みなとみらい21地区のホテル計画に関する容積率緩和など未公開情報を漏らしたとされる。
8月26日、「週刊文春」9月2日号が発売。より詳細な記事が掲載された。これに対し横浜市は同日、「事実と異なる不適切な記事内容」であるとして、同誌編集長宛てに訂正を求める抗議文書を送付した。文春側が横浜市報道担当部長に確認すると、横浜市は平原に30分程度聴取したに過ぎなかったことが判明。文春編集部は「横浜市ぐるみで疑惑を隠蔽しようとしているのではないか、との疑念を持たざるをえない」として、市の要求を拒否した。また同日、平原は市役所で記者会見し「金品の授与、便宜供与はない」と反論した。報道陣の取材に応じ、4回のうち1回は同席したことを認めた。
8月27日、横浜市は、接待問題をめぐる「週刊文春」からの質問に対し、「改めて調査する予定はない」と回答。8月29日、林は任期満了で市長を退任。
8月30日、山中が市役所に初登庁し、午後に市長就任記者会見を開いた。ジャーナリストの横田一が「平原副市長が『週刊文春』の記事に対し抗議を出して撤回要請しているが、山中市政になって、再調査をするのかどうかについてうかがいたい」と質問すると、山中は「本人に事実関係を確認するようにいたします」と答え、わずか3日で市の方針を覆した。